# 15587 Sotsukamoto
15587 Sotsukamoto è un asteroide della fascia principale. Scoperto nel 2000, presenta un'orbita caratterizzata da un semiasse maggiore pari a 3,011903 UA e da un'eccentricità di 0,018628, inclinata di 2,316744° rispetto all'eclittica. Ha un diametro di 3,601 km. Ha un periodo di rotazione di 34,545 ore.